# 拉沙佩勒德拉图尔
拉沙佩勒德拉图尔（法語：La Chapelle-de-la-Tour，法語發音：[la ʃapɛl də la tuʁ]，意为“拉图尔的小教堂”）是法国伊泽尔省的一个市镇，位于该省西北部，属于拉图尔迪潘区。拉沙佩勒德拉图尔境内有多个红酒地理保护标志。

## 地理
拉沙佩勒德拉图尔（45°35'7"N, 5°27'47"E）面积9.04 平方千米，位于法国奥弗涅-罗讷-阿尔卑斯大区伊泽尔省，该省份为法国东南部内陆省份，北起顺时针与安省、萨瓦省、上阿尔卑斯省、德龙省、阿尔代什省、卢瓦尔省和罗讷省。
与拉沙佩勒德拉图尔接壤的市镇（或旧市镇、城区）包括：拉图尔迪潘、多洛米约、法韦日德拉图尔、圣克莱尔德拉图尔、圣让德苏丹。

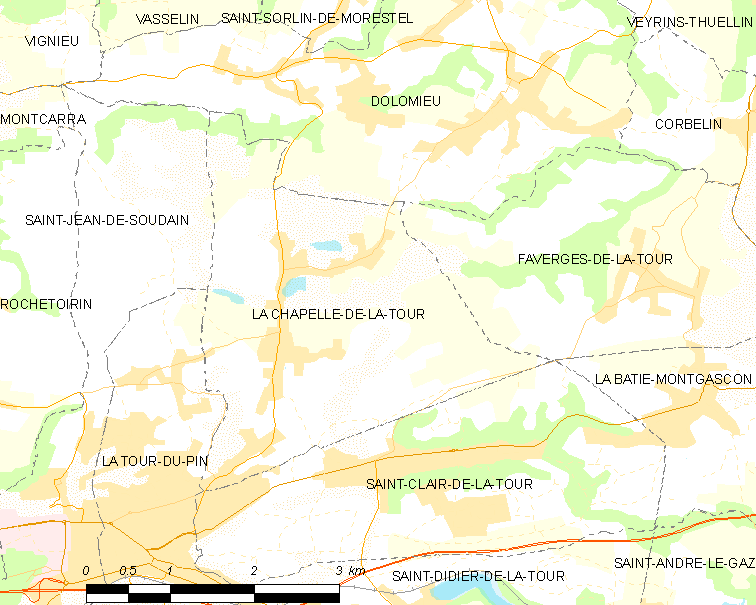
拉沙佩勒德拉图尔的OSM定位图

拉沙佩勒德拉图尔的时区为UTC+01:00、UTC+02:00（夏令时）。

## 行政
拉沙佩勒德拉图尔的邮政编码为38110，INSEE市镇编码为38076。

## 政治
拉沙佩勒德拉图尔所属的省级选区为拉图尔迪潘县。

## 人口

1962-2008年间拉沙佩勒德拉图尔人口变化图示

拉沙佩勒德拉图尔于2022年1月1日时的人口数量为1936人。